# Jan Urban Jarník
Jan Urban Jarník (n. 25 mai 1848, Pottenstein, Boemia, Imperiul Austriac, azi Potštejn, Republica Cehă – d. 12 ianuarie 1923, Praga, Cehoslovacia) a fost un filolog ceh, romanist și albanolog, membru de onoare al Academiei Române (din 1919).

## Biografie

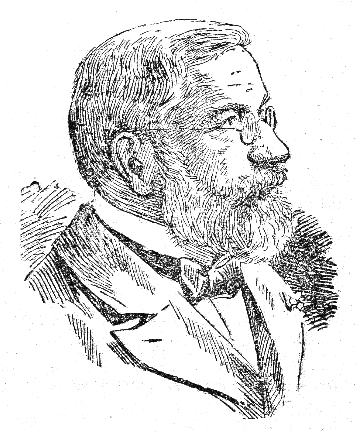
Jan Urban Jarník

Jan Urban Jarník s-a născut la data de 25 mai 1848, la Pottenstein, azi Potštejn, în Boemia, pe atunci parte a Imperiului Austriac.
A urmat școala primară în localitatea sa natală și în Vysoké Mýto. La paisprezece ani, a intrat la gimnaziul din Rychnov nad Kněžnou, iar, un an mai târziu, el s-a mutat în Hradec Králové. După absolvire, a fost admis la Universitatea din Viena, unde a studiat limbile cehă, germană, franceză, engleză, italiană, sanscrită și gramatica comparată a limbilor indo-europene.
În 1874, în urma unui examen, a primit dreptul de predare și a primit o bursă de un an la Universitatea din Paris. În 1876, a primit titlul de doctor în filosofie, iar doi ani mai târziu, s-a specializat în domeniul filologiei romanice. În paralel, a predat limba franceză la școli reale în Leopoldstadt, de lângă Viena, azi cartier al capitalei Austriei. A făcut două călătorii în județele românești, iar în anul 1876, a petrecut mai multe luni în Blaj; în 1879 a vizitat din nou Transilvania și a vizitat Bucureștiul.
A fost profesor la Universitatea Carolină din Praga, fondată în  1348. În anul 1882, Universitatea Carolină din Praga a devenit cea de-a cincea universitate străină în care se preda limba română. Principalul merit i-a revenit filoromânului Jan Urban Jarník.
Specialist în romanistică, Jan Urban Jarník s-a ocupat de limba română și mai ales de folclorul românesc. Împreună cu Andrei Bârseanu, a publicat culegerile de folclor Cincizeci de colinde și Doine și strigături din Ardeal.
În 1919, el a participat la negocierile pentru stabilirea relațiilor diplomatice dintre Cehoslovacia și România.
Jan Urban Jarník s-a stins din viață la 12 ianuarie 1923, la Praga.

## Galerie

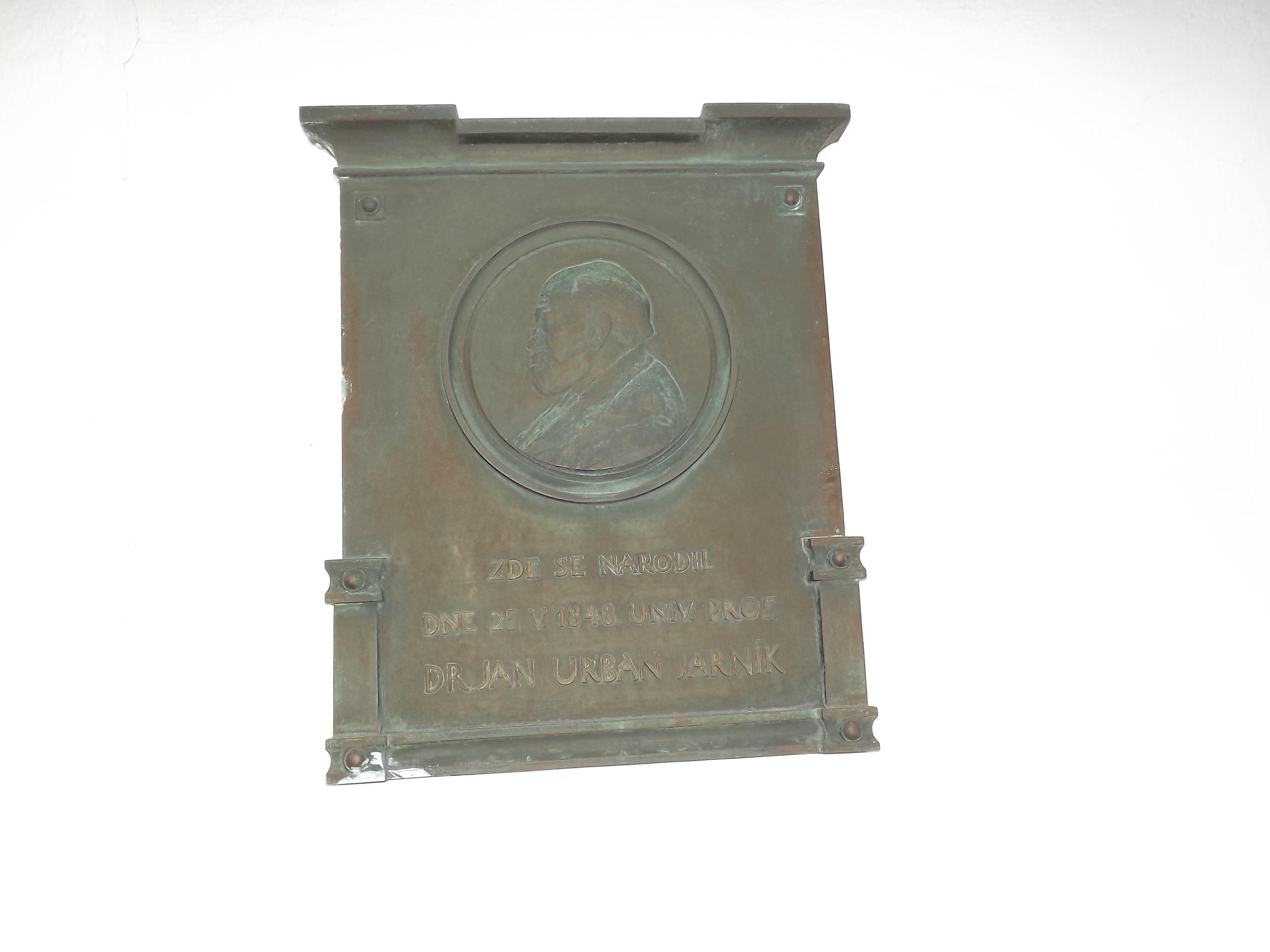
Placă memorială pe casa natală din Potštejn
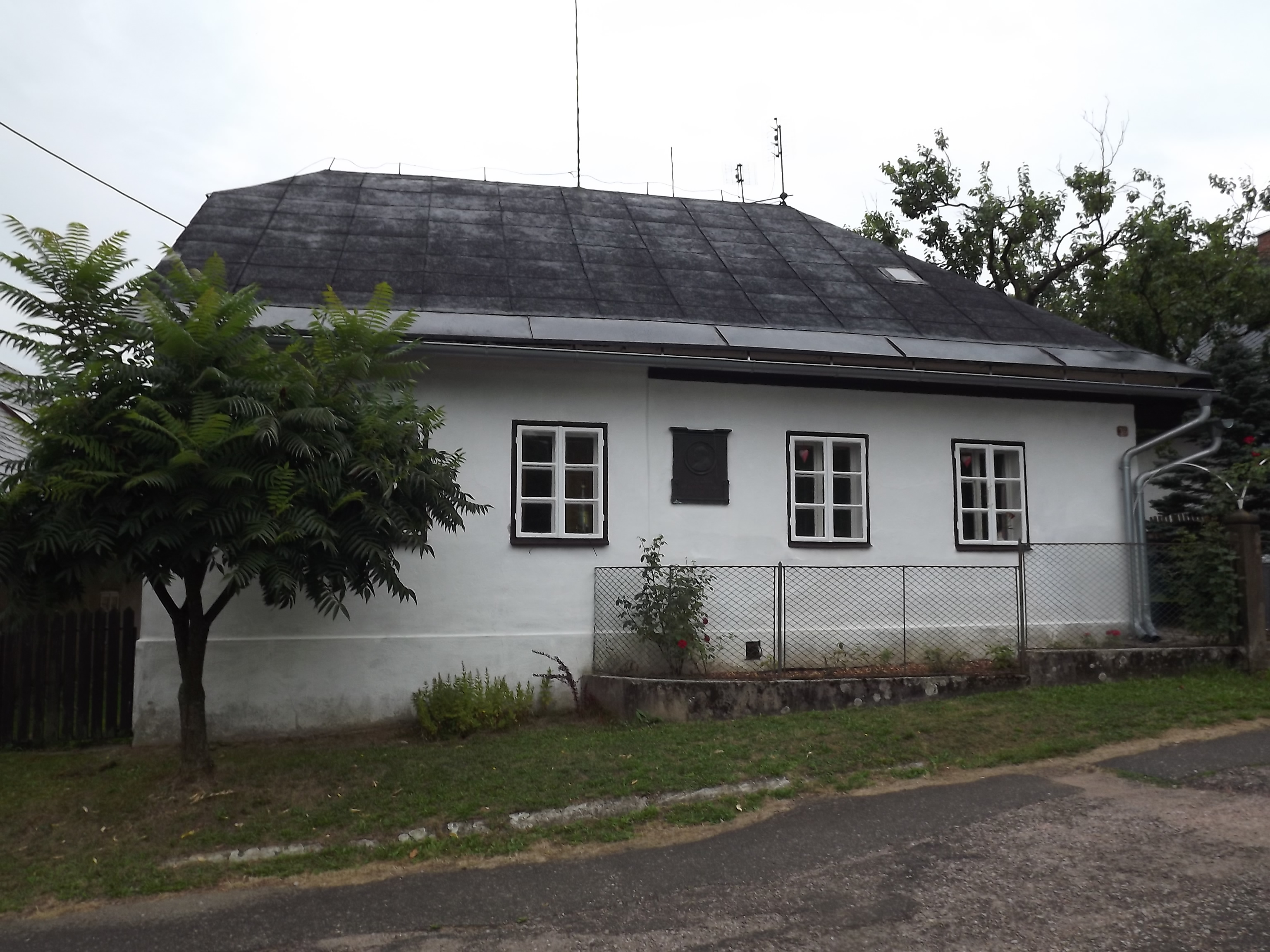
Casa natală a lui Jan Urban Jarník.

## Fii
- Hertvík Jarník (1877-1938), a devenit profesor romanist și traducător din și în limba română. El a lucrat la Universitatea Masaryk din Brno.
- Vojtech Jarník (1897-1970) a devenit celebru ca matematician.

## Opera
- Zur albanischen Sprachenkunde (1881)
- Etymologisches Wörterbuch der romanischen Sprachen; Neuer vollständiger Index zu Diez' Etymologische Wörterbuche der romanischen Sprachen,[12] 1889. Lucrarea a fost publicată de Jan Urban Jarník, împreună cu Auguste Scheler, (1819 - 1890), pornind de la dicționarul[13] lui Friedrich Diez (1794 - 1876) Etymologisches Wörterbuch der romanischen Sprachen. Lucrarea a apărut la editura Henninger din Heilbronn, Germania, în anul 1889.
- Împreună cu Andrei Bârseanu (1858 - 1922), a publicat cunoscuta culegere de folclor românesc, Doine și strigături din Ardeal.
- Șezători românești pe muntele Sion din Praga, Praga, Tipografia Politika, Edit. proprie, 1915
- Relațiunile romîno-cehoslave din trecut și viitor: conferința ținută în sala Ateneului Romîn în ziua de 7 Maiu 1919 de Ioan Urban Jarnik[14] și de Hertvik Jarnik[15]. Cu o prefață de N. Iorga. - București. Tipografia Cultura Neamului Românesc, 1919.
- Urban Jarník, Príspevky ku poznání nárecí albánských uverejnuje Jan Urban Jarník. Pojednání král. ceské spolecnosti nauk. Rada VI, díl 12. Abhandlungen der Königlich-Böhmischen Gesellschaft der Wissenschaften zu Prag, 12 (Praha, Tiskem Dra. Edvarda Grégra, 1883), in Folklor shqiptar 1, Proza popullore (Tirana, 1963).